# Muzeum Figur Woskowych w Międzyzdrojach
Muzeum Figur Woskowych w Międzyzdrojach – prywatne muzeum położone w Międzyzdrojach.
W muzeum znajduje się około 100 figur woskowych, wyprodukowanych przez firmę z Sankt-Petersburga. Przedstawiają one postacie historyczne (m.in. Leonardo da Vinci, Jan Matejko, Albert Einstein, Adolf Hitler, Salvador Dali, Jan Paweł II, Jasir Arafat), współczesne (Barack Obama, Elton John, Angelina Jolie, polscy aktorzy), bohaterów mass-mediów (postacie z filmów: Piraci z Karaibów, Epoka lodowcowa, Shrek, Avatar) oraz postaci z legend i mitów (Minotaur, harpia, wilkołak itp.). Ponadto w ramach wystawy prezentowana jest „galeria osobliwości” ludzkich – figury posiadaczy największych stop, najdłużej szyi, wielu oczu, postać najwyższego Chińczyka itp.
Muzeum jest obiektem całorocznym, wstęp jest płatny.